# Podborsko
Podborsko (deutsch Kiefheide) ist ein Dorf mit 60 Einwohnern in der polnischen Woiwodschaft Westpommern. Es gehört zur Gemeinde Tychowo (Groß Tychow) im Kreis Białogard (Belgard).

## Geografische Lage
Podborsko liegt 15 Kilometer südöstlich der Kreisstadt Białogard an der Woiwodschaftsstraße 169 Białogard – Byszyno (Boissin) – Głodowa (Goldbeck) – Bobolice (Bublitz). Nach Tychowo sind es sieben Kilometer. Podborsko liegt im früher so genannten „Burzlaffer Forst“ am linken Ufer der Liśnica (Leitznitz). Der Ort ist Bahnstation an der Bahnstrecke Szczecinek–Kołobrzeg und damit für die umliegenden Orte ein zentraler Anlaufpunkt.

## Geschichte
Das Dorf Kiefheide war bis 1945 ein Vorwerk zu Mandelatz (polnisch: Modrolas) mit einem eigenen Rittergut. Letzter deutscher Eigentümer dieses 327 Hektar großen Gutes war die Familie Haeger. Im Jahre 1867 waren in Kiefheide und Mandelatz 112 Einwohner ansässig. Über die Gemeinde Mandelatz war Kiefheide bis 1945 mit dem Amt Burzlaff und dem Standesamt Buckow verbunden und gehörte zum Landkreis Belgard (Persante). Amtsgerichtsbereich war Belgard. Die letzten Amtsträger vor 1945 waren Amtsvorsteher Wilhelm Roggenbuck, Standesbeamter Treichel und Oberlandjäger Riedel.

## Kirche
Kiefheide war in das Kirchspiel Groß Tychow eingepfarrt. Es gehörte zum Kirchenkreis Belgard in der Kirchenprovinz Pommern der evangelischen Kirche der Altpreußischen Union. Letzter deutscher Geistlicher war Pfarrer Werner Braun.
Heute liegt Podborsko im Kirchspiel Koszalin (Köslin) in der Diözese Pommern-Großpolen der Evangelisch-Augsburgischen Kirche in Polen.